# Blechnum indicum
Blechnum indicum är en kambräkenväxtart som beskrevs av Johannes Burman. Blechnum indicum ingår i släktet Blechnum och familjen Blechnaceae. Inga underarter finns listade.